# Кулешова Анастасія Олегівна
Анастасія Кулешова (30 листопада 2001) — білоруська плавчиня.
Учасниця Олімпійських Ігор 2020 року, де в змішаній естафеті 4x100 метрів комплексом її збірна посіла 12-те місце і не потрапила до фіналу.